# 布魯島
布魯島，清代書籍譯作武羅、木魯、布盧，又譯務羅、未羅、普路、布襦、部魯，是印度尼西亞摩鹿加省的熱帶小島，位於安汶島和斯蘭島以西，面積8,473平方公里，是摩鹿加群島的第三大島嶼，2012年人口約206,840，其中80%居民住在沿海的平原。岛中部有拉纳湖。行政上布鲁岛分属布鲁县和南布鲁县。

## 外部連結
- Buru rain forests (World Wildlife Fund)（页面存档备份，存于）
- Buru's official website (in Bahasa Indonesia) （页面存档备份，存于）

3°24′S 126°40′E / 3.400°S 126.667°E